# Evan Bayh
Birch Evans "Evan" Bayh III je odvjetnik, savjetnik i bivši demokratski političar koji je služio kao mlađi američki senator iz Indiane 1999 - 2011. Ranije je služio kao 46. guverner Indiane 1989. – 1997. Bayh je suradnik za "Fox News" od 14. ožujka 2011.
Bayh je imao javni ured kao tajnik Indiane, izabran 1986. On je bio na položaju samo dvije godine prije nego što je izabran za guvernera, gdje je uspješno zalagalo za socijalne reforme državne, smanjenje poreza i fiskalnu disciplinu. Napustio je svoj ured nakon završetka dva mandata, a nakratko je uzeo posao predavanje na Sveučilištu "Indiana Kelley School of Business". Dana 15. veljače 2010. Bayh je najavio da neće tražiti ponavljanje izbora u Senatu 2010. Nakon napuštanja Senata, on je postao partner s odvjetničkom tvrtkom McGuireWoods u Washingtonu. On također služi kao viši savjetnik s "Apollom Global Management", te je suradnik Fox News.